# Militär-Helikopter-Rettungsdienst

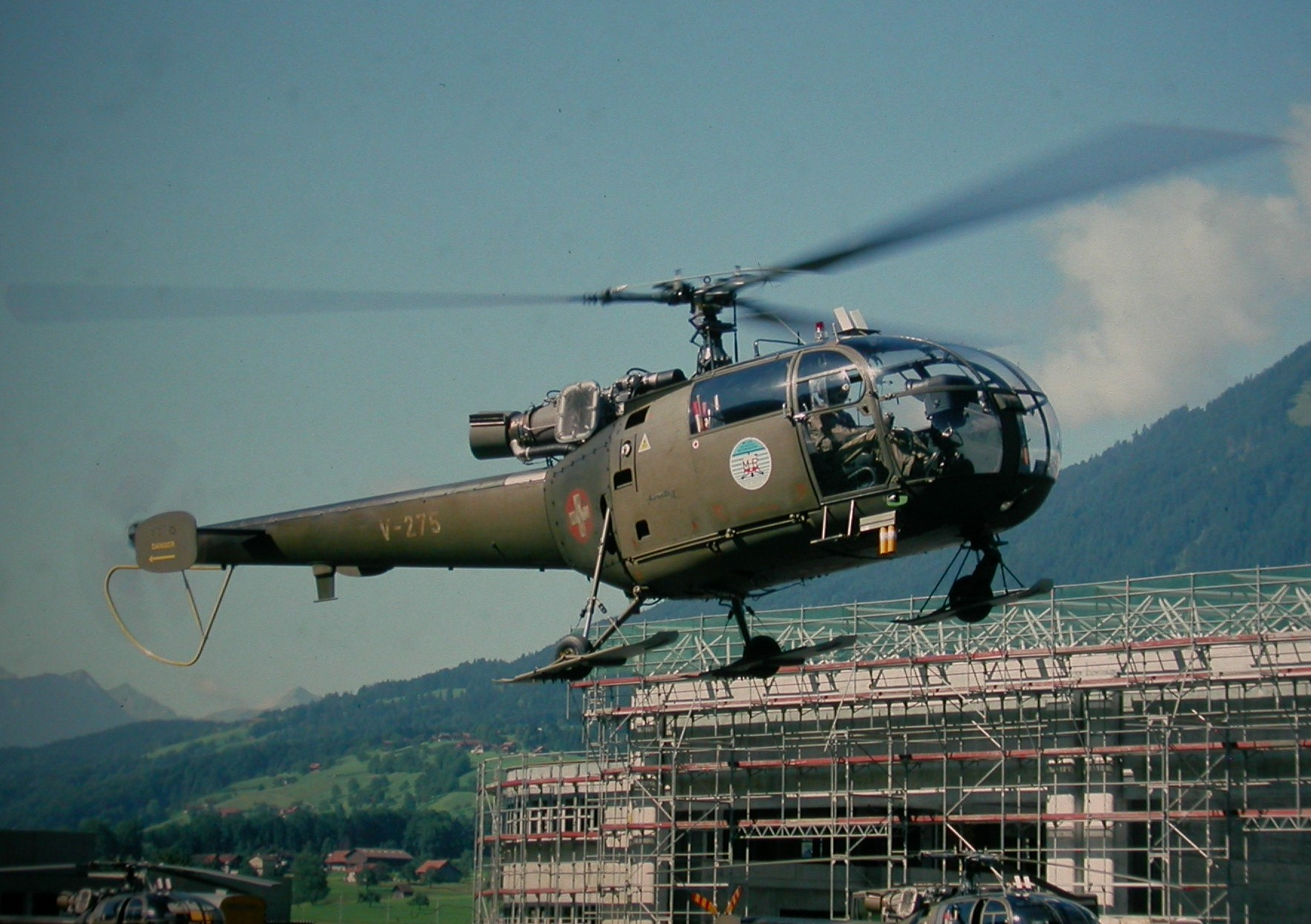
Alouette III der Schweizer Luftwaffe mit Emblem des MHR in Alpnach

Der Militär-Helikopter-Rettungsdienst (MHR) (französisch Service de sauvetage militaire héliporté SMH) war eine Helikoptereinheit der Schweizer Luftwaffe, die zum Überwachungsgeschwader gehörte und mit Luftrettungsaufgaben beauftragt war. Der Militär-Helikopter-Rettungsdienst war mit Alouette III ausgerüstet.

## Geschichte

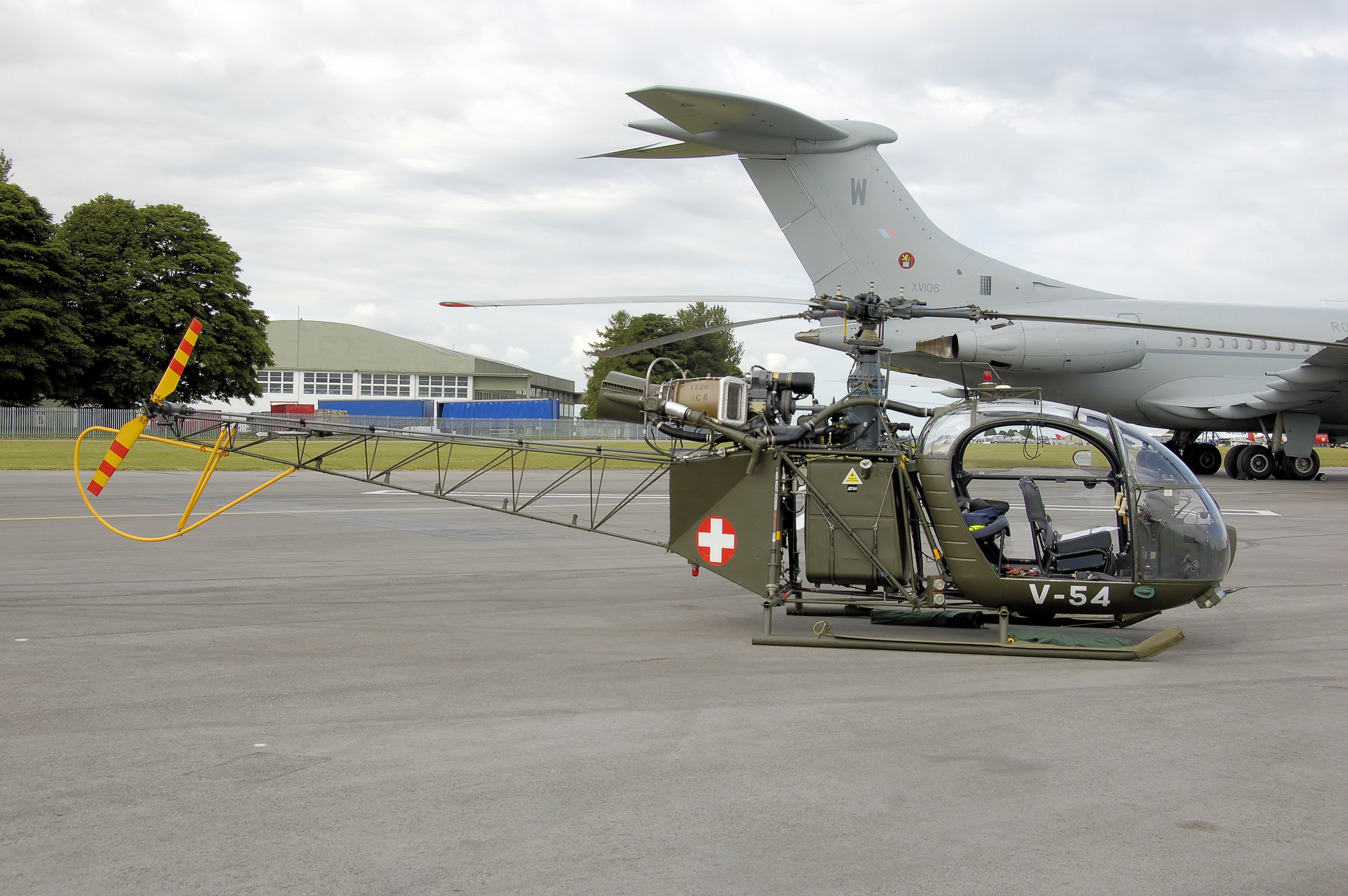
Alouette II

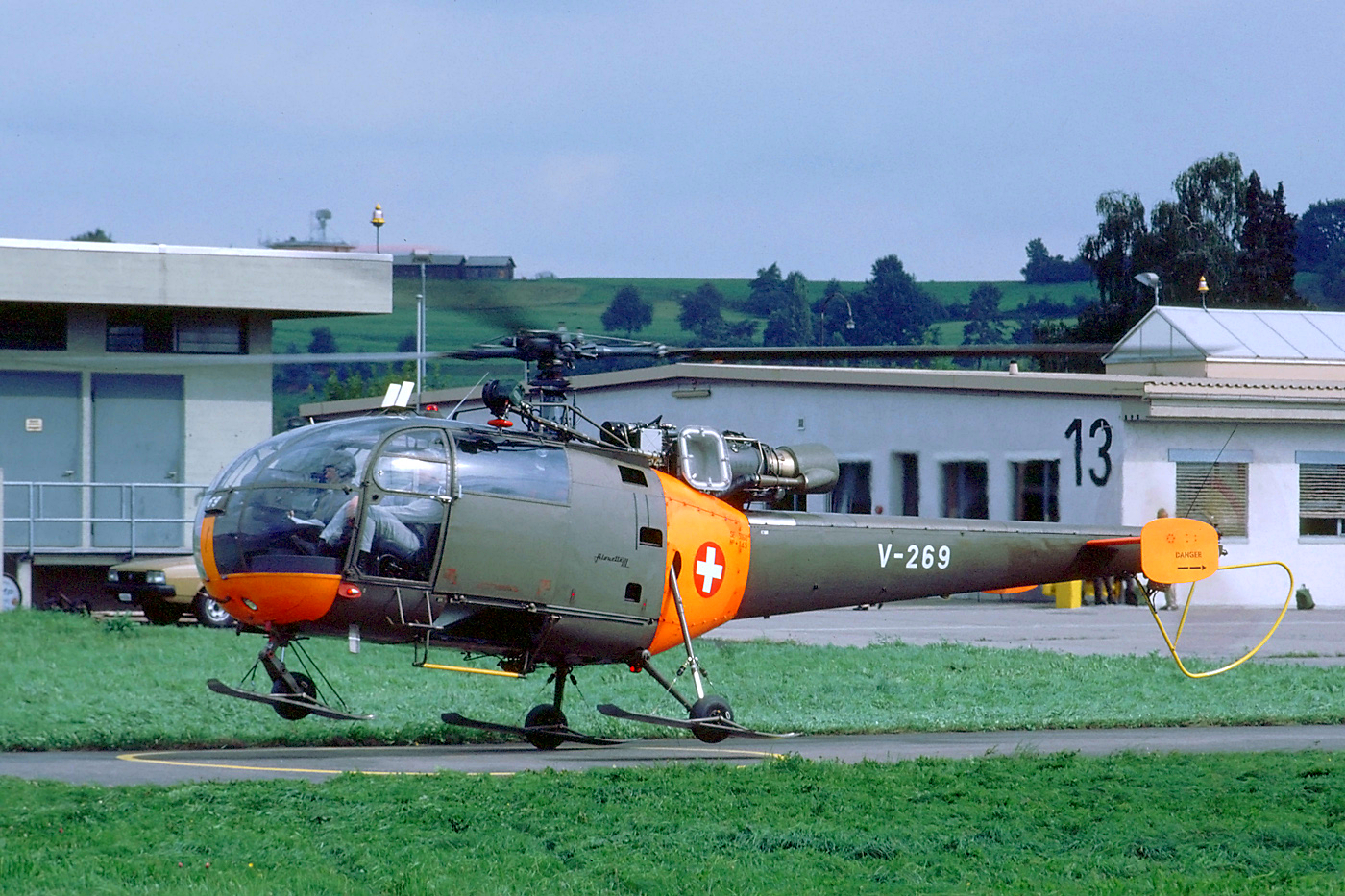
Alouette III

In der föderalistischen Schweiz sind Rettungsdienste nicht im Aufgabengebiet des Bundes, sondern in der Verantwortung von Kantonen, Gemeinden und Städten. Dies verhinderte die Schaffung einer Luftrettungsorganisation auf staatlicher Basis, da dies für die kleineren Kantone nicht in einem sinnvollen Verhältnis machbar war. Dieser Missstand wurde mit der Schaffung der zivilen Organisation Schweizerische Rettungsflugwacht (REGA) behoben. Die REGA wird durch Mitgliederbeiträge finanziert. Auch das Schweizer Militär erkannte kurz nach der im Jahr 1952 erfolgten Einführung von Helikoptern in der Schweizer Armee die Vorteile einer Luftrettung. Die Schaffung und Organisation des Rettungsdienstes mittels Militärhelikoptern nach heutigem Begriff geht auf das Jahr 1960 zurück. Anstoss hierzu gab wohl die Schleudersitzrettung von Wachtmeister Tresoldi im Juli 1960 über dem Blinnental im Kanton Wallis.
In der Folge wurden auf 13 Flugplätzen und einem Waffenplatz (Andermatt) Materialdepots für Helikopter-Rettungsaktionen angelegt und ein Merkblatt für Rettungspiloten geschaffen. Allerdings waren bereits Im Jahre 1959 auf acht Flugplätzen und dem Waffenplatz Andermatt Treibstoffvorräte für den Einsatz von Helikoptern in Notfällen bereitgestellt worden, was als Vorläufer der heutigen Rettungsorganisation bezeichnet werden darf. So wurden diese in Einzelfällen zu Rettungseinsätzen herangezogen. Einer der ersten solcher Einsätze dürfte die Aktion vom 13. Januar 1954 mit Hiller UH-12, anlässlich eines Lawinenunglück bei St. Antönien gewesen sein, bei welchem der Helikopter mangels Erfahrung des Piloten verunglückte. Seit dem Jahr 1960 verfügt die Schweizer Luftwaffe über eine permanente Rettungsorganisation mit besonders ausgerüsteten Helikoptern während der Arbeitszeit.
Aufgrund der nun bestätigten Vorteile der Luftrettung wurde von der Schweizer Luftwaffe am 1. Dezember 1965 der Militär-Helikopter-Rettungsdienst gegründet. Der Militär-Helikopter-Rettungsdienst war ab Juli 1966 durchgehend jeden Tag vom Morgengrauen bis zur Abenddämmerung auf Pikettbereitschaft für Rettungseinsätze. Dieser Dienst war zur Hauptsache für die Luftrettung innerhalb des Schweizer Militärs zuständig, jedoch auch für andere Organisationen, die zum damaligen EMD respektive zum heutigen VBS gehören, wie J+S. Alarmiert wurde der Militär-Helikopter-Rettungsdienst per Telefon.
Der Militär-Helikopter-Rettungsdienst war eine Organisation, die nicht als feste eigene Einheit bestand. Die Piloten und Helikopter gehörten immer verschiedenen Lufttransportstaffeln wie zum Beispiel der Lufttransport Staffel 5 an und waren zusätzlich zum Pikettdienst beim Militär-Helikopter-Rettungsdienst eingeteilt. Benutzt wurden jeweils Alouette-III-Helikopter, die gerade mit Seil- oder Rettungswinde ausgerüstet waren (die Seilwinden waren an allen Alouette III der Schweizer Luftwaffe montierbar). Für Rettungsflüge kamen alle Crewmitglieder in Frage, die dafür qualifiziert waren, unabhängig von ihrer Einteilung.
Der Militär-Helikopter-Rettungsdienst wurde gegen Ende der 1990er-Jahre aufgelöst und die Aufgabe von der REGA übernommen. Jedoch wurde die Dienstleistung für Rettungen, die nicht direkt mit dem Militär zu tun hatten (z. B. für Pfadfinder-Organisationen), bereits vorher an die REGA übergeben. Die Luftwaffe kann mit dem Luftrettungsdienst der Armee (LRA) weiterhin mit ihren Helikoptern Luftrettungen durchführen und die REGA unterstützen. Auch können die FLIR-Einsätze der Luftwaffe zugunsten der REGA oder der Polizei als Nachfolge des Militär-Helikopter-Rettungsdienstes angesehen werden. Die LRA ist Ende der 1990er-Jahre aus dem ehemaligen Militär-Helikopter-Rettungsdienst entstanden. Mit der Überführung von MHR zur LRA wurde der Dienst stark reduziert und dient nur noch der Kompetenzerhaltung.

## Mittel
Die Vorgaben betreffend Ausrüstung lauteten:
- Eine Alouette III ist innert 20 Minuten startbereit.
- Eine zweite Alouette III oder ausnahmsweise eine Alouette II ist innert einer Stunde startbereit.
- Die zweite Alouette III ist flugbereit in Unterkunft, oder in Ausnahmefällen als zweiter Helikopter eine Alouette II.
- Betankung und Helikopterausrüstung wird vom Einsatzpiloten von Fall zu Fall bestimmt.
- Rettungsmaterial gemäss «Merkblatt für Rettungspiloten».
- Funkstation Lägern (MIZZI) aktiv.

Vorgaben betreffend Personal:
- 1 Pikettchef, erfahrener Pilot (vorzugsweise Helikopterpilot)
- 1 Einsatz-Pilot (Alouette III, Stufe V)
- 2 Mechaniker
- 1 Kontrollturmfunker

Der Einsatzpilot wurde durch den Pikettchef direkt aufgeboten und handelte nach seinen Weisungen. Der Kontrollturmfunker wurde vom Pikettchef nach Bedarf angefordert. Mechaniker (pro Plugzeug ein Mechaniker) wurden aufgeboten, und zwar: innerhalb der Arbeitszeit bei der DMP-Betriebsleitung des Einsatzflugplatzes, ausserhalb der Arbeitszeit durch die Betriebswache des Militärflugplatzes Dübendorf. Sofern an der Unfallstelle kein Truppen- oder Zivilarzt erreichbar ist, besteht während der ordentlichen Arbeitszeit die Möglichkeit, einen Arzt des Fliegerärztlichen Institutes einzusetzen.
Alarmierungsvorgaben:
1. Art, Umfang und Zeit des Unfalles. Umfang des Unfalles, Anzahl Verletzte, benötigtes Material, Verpflegung
2. Ort der Unfallstelle (Koordinaten)
3. Wetter am Unfallort / Landestelle
4. Standort des nächsten Truppen- oder Zivilarztes
5. Benötigtes Material, Verpflegung
6. Vordringliche Aufgabe für Helikopter (Abholen von Arzt, Bergführer, Lawinenhund etc.)
7. Landestelle Tal, als Sammelstelle für Personal und Material
8. Telefonnummer der Koordinationenstelle der Rettungsaktion (ist für die ganze Dauer der Aktion ständig zu besetzen).

Die den Rettungsdienst anfordernde Truppe hat ihrerseits Personal bereitzuhalten, welches im Bedarfsfall zur Mithilfe bei Rettungsaktionen herangezogen werden kann.

## Auszug Missionszahlen
Ohne dass seine Einsätze propagandistisch ausgewertet worden wären, hat der Militär-Helikopter-Rettungsdienst beispielsweise im Jahr 1965 ca. 60 Personen bei einem Aufwand von ungefähr 50 Flugstunden transportiert, wovon ca. 1/3 der Passagiere Zivilpersonen waren. Der Militär-Helikopter-Rettungsdienst arbeitete in engem Kontakt mit der Schweizerischen Rettungsflugwacht, hielt sich aber bewusst zurück, um deren Einsatzmöglichkeiten nicht einzuengen. Die genannten Zahlen zeigen, dass dies eine fruchtbare Zusammenarbeit zwischen einer zivilen und militärischen Rettungsorganisation ermöglichte. Der Militär-Helikopter-Rettungsdienst war namentlich immer bereit, der Rettungsflugwacht zu helfen, wenn diese Unterstützung benötigte. Für Transporte von Zivilpersonen wurde Rechnung gestellt, um die REGA nicht zu konkurrenzieren. Der Chef Lufttransporte der Luftwaffe meldet einen erfolgten Einsatz, so dass dieser als Lufttransport zugunsten Dritter verrechnet werden konnte.
- Aus den Jahren 1960, 1961 und 1962 liegen keine statistischen Angaben über den Einsatz von Militär-Helikoptern für Rettungsaktionen vor. In den Jahren 1961 und 1962 war der Helikopter-Flugdienst, unter dem Druck von Sparmassnahmen ohnehin sehr eingeschränkt worden.
- 1963: Es wurden ausschliesslich Rettungs-Einsätze zu Gunsten von Truppenangehörigen durchgeführt. Transportiert wurden: 6 Verletzte, 3 Kranke, 1 Lawinen-Verschütteter. Flugleistungen hierfür: 24 Std. 30 Min. / 104 Flüge.
- 1964: Es wurden mit Helikoptern total 12 Rettungseinsätze geflogen. Transportiert wurden: 9 Verletzte, 1 Kranker, 2 Tote. Flugleistungen 7 Std. 30 Min.
- 1965: Militärische Aktionen 17: Rettung Unverletzte 24, Verletzte oder Kranke 20, Tote 1, Flugleistungen: 23 Std. 06 Min.
- 1965: Zivile Aktionen 10: Rettung Unverletzte 9, Verletzte oder Kranke 1, Tote 7; Suchaktionen 5; Flugleistungen: 23 Std. 53 Min.
- 1966: (1. Januar bis 30. Juni)
  - Militärische Aktionen 4; Bergungen Unverletzte 56, Kranke 4, Rettung Verletzte 5, = 65; Flugleistungen 7 Std. 10 Min.
  - Zivile Aktionen 2 (Air-Glaciers/Zanfleuron, Kaggia-Weik/Stollenbruch); Bergungen Unverletzte 42. Flugleistungen hierfür: 3 Std. 34 Min. Plus 2 Einsätze zugunsten Zivil vom 3. Juli 1966

## Einsatzorte
In der Regel waren wechselweise die Militärflugplätze Dübendorf und Alpnach, in Ausnahmefällen Sitten oder Ambri die Einsatzbasen des MHR.

## Wappen
Als Wappen hatte der Militär-Helikopter-Rettungsdienst die Frontansicht einer Alouette III mit ausgefahrenem Seil der Rettungswinde, der Vorderrumpf in roter Farbe mit einem weissen Kreuz in der Mitte, die Cockpitverglasung in Weiss zieren die Buchstaben MHR, wobei die Senkrechten teile des H gleichzeitig senkrechte Teile des M und des R bilden. Das Abzeichen war rund, mit hellblau/weiss gestreiften Grund und weissem Aussenrand, umrandet mit der schwarzen Aufschrift Militär-Helikopter-Rettungsdienst.